# Luciano Zotti
Luciano Zotti (Bari, 7 gennaio 1934 – Sydney, 5 gennaio 1998) è stato un compositore, pianista e direttore d'orchestra italiano.

## Biografia

Locandina del Trieste Jazz Festival del 1961 con la classifica finale e la canzone di Zotti al secondo posto

Si diplomò come pianista al conservatorio Niccolò Piccinni di Bari il 12 settembre 1953, studiando con il maestro Nino Rota.
Iniziò quindi a suonare in alcuni gruppi, fino a formare I 5 del Sud, con cui ottenne un contratto discografico dapprima con la Vik e poi con l'RCA Camden e pubblicò alcuni dischi.
Nel 1961 si classificò al secondo posto al Trieste Jazz Festival con la sua composizione Smog.
Nel dicembre 1962 fece parte del Franco Godi Quartet, in Svizzera con Franco Boldrini (contrabbasso) e Piero Barbetti (batteria)
Nel 1963 partecipò alla trasmissione televisiva Gran Premio, nella squadra delle Puglie (con Tino Schirinzi).

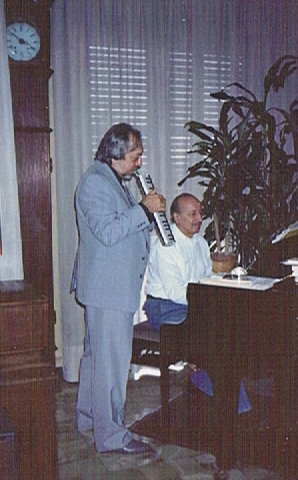
Con il Maestro Carlo Alberto Rossi a Milano

Nel luglio del 1964 gli fu offerto di lavorare per il maestro Carlo Alberto Rossi come Direttore Musicale della Fonorama (studio di registrazione di proprietà dell'etichetta discografica CAR Juke Box) dove ebbe il piacere di lavorare con artisti come Sarah Vaughan, Mina, Lionel Hampton ed altre personalità.
Nel 1967 la canzone La legge della natura (testo di Marisa Terzi e Nandor; musica di Luciano Zotti e Salvatore Vinciguerra) partecipò a Un disco per l'estate 1967.
Nel 1968 la canzone Come Back Here With My Heart (testo italiano di Giuseppe Maniscalco e Alvaro Alvisi; musica di Luciano Zotti; testo inglese di Roger Greenaway e Roger Cook), cantata da Kathy Kirby, raggiunse la seconda posizione della "Hit Parade" britannica. Nello stesso anno diresse l'orchestra sinfonica al Festival Internazionale di Zurigo, trasmesso in eurovisione.
Un altro suo successo è Ho giurato per te, incisa da Solidea.
Nello stesso anno la canzone Il semaforo, composta da lui e Giordano Bruno Martelli, su testo di Sauro Stelletti e Pinchi partecipò allo Zecchino d'Oro.
Nel 1969 la canzone Mita Mita (testo di Nino Smeraldi; musica di Luciano Zotti) cantata da Le Orme entrò nella Hit Parade italiana.

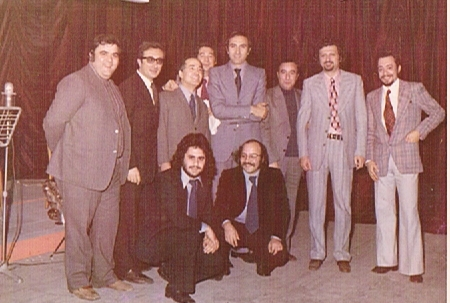
Luciano Zotti con Pippo Baudo e altri musicisti trasmissione Campanile 1970.

Nel 1970 collaborò con il presentatore Pippo Baudo alla RAI di Bari per la trasmissione Campanile.
Il 14 agosto 1974 Zotti si trasferì in Australia.
Nel 1980 Luciano fu il produttore ed il distributore del disco singolo 3CH band dove suo figlio, Alfredo Zotti, compose e suonò le canzoni And If Tomorrow e Magic Flow in collaborazione con Vince Scaturro e Bruno Puglisi (coautori). Il disco singolo fu distribuito dalla Ministrel Record.

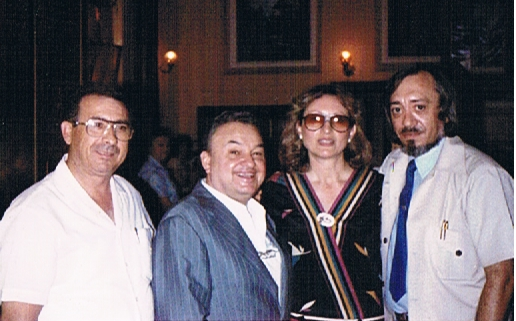
Con Luciano Tajoli al COASIT Australia 1985

Con Luciano Tajoli in 1985 a una reunione al COASIT in Australia. 

Luciano Zotti firma il contratto con TELMAK per distribuzione in Australia and Asia Pacific del disco LP One World One Peace of Pope John Paul II and Sarah Vaughan

Il 16 dicembre 1986 Luciano organizzò, in Australia, una collezione di poesie del Papa Giovanni Paolo II adottate per canzoni e cantate dalla famosa cantante statunitense Sarah Vaughan e registrate in un LP dal titolo One World, One Peace, distribuito in Australia da Luciano Zotti sotto il nome editoriale PDL Music in collaborazione con Don Morgan e Paola La Commare. Il disco fu condotto da Lalo Schifrin con musiche di Francy Boland, Tito Fontana, Sante Palumbo e Lalo Schifrin.
Nel 1968 Sarah Vaughan canta in italiano a Sanremo e un disco 45 RPM fu prodotto quell'anno. Sul lato B del disco fu registrata l'interpretazione del brano cantato da Sarah Vaughan dal Maestro Luciano Zotti e Gianni Bedori. https://picclick.fr/SARAH-VAUGHAN-Che-Vale-Per-Me-7-352434014692.html
Nel 1987, grazie a Luciano Zotti, l'Australia fu rappresentata per la prima volta al festival dello Zecchino d'Oro con la canzone Bush Babies che arrivò in seconda posizione, scritta da Luciano Zotti, Vincenzo Scatturro e Paola Zotti.

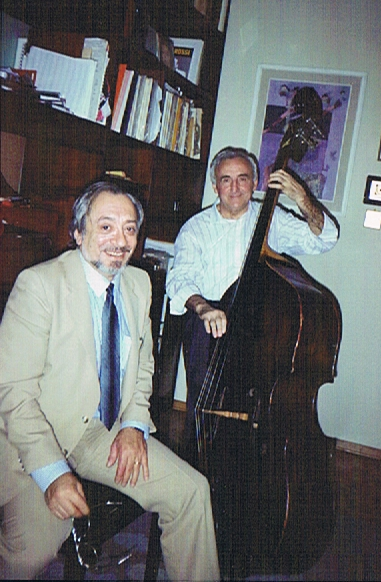
Luciano Zotti con il Maestro Giorgio Azzolini

Nel 1991 si ritrovò con il Maestro Giorgio Azzolini con cui aveva collaborato su alcuni brani di jazz.
Nel 1992 Luciano Zotti vinse il primo premio per la migliore composizione di autore all'Italian Song Festival di Sydney con la canzone Se Tu Vuoi Così.
Nel 1993, con la cooperazione del ministero del Maori Development, Luciano Zotti organizzò la partecipazione di un altro bambino allo Zecchino d'Oro con la canzone da lui scritta Aotearoe, questa volta in rappresentanza della Nuova Zelanda.
Il 10 novembre 1996 ricevette a Terni una medaglia d'oro per i 40 anni di iscrizione alla SIAE.

## Discografia parziale con I 5 del Sud

### EP
- 1960: La gatta/Personalità/Una zebra a pois/Mustafà (RCA Camden, ECP 60)

### 45
- 1960: Vieni stasera/Guardame (RCA Camden, CP 101)
- 1960: Nessuno al mondo/Personalità (Vik, VP 50)
- 1960: Mustafà/Una zebra a pois (Vik, VP 51)
- 1960: La gatta/Ciao baby ciao (Vik, VP 52)
- 1961: Pepito/Cha cha sentimentale (Vik, VP 75)